# Vall d'Andarab
La vall d'Andarab és el nom donat a la vall que forma el riu Andarab entre el seu naixement al pas de Khawak i la seva desembocadura al riu Kunduz. Té uns 120 km de llarg i és una vall estreta, de la qual la part superior és pròpiament anomenada vall d'Andarab mentre la part sud és conegut com a vall de Doshi o Dushi (del poble on desaigua el riu) o de Khinjan. La vall superior té un clima fred i dur a l'hivern i fresc a l'estiu, mentre la inferior té un clima més suau a l'hivern i calorós a l'estiu. La població el 1990 s'estimava en uns 20.000 habitants (unes 2600 famílies)
Les dues parts estan governades per un hakim que té residència a Banow.
La vall fou el centre dels dominis de la dinastia local dels Banu Dawúdides als segles IX i X.